# Tra due minuti è primavera
Tra due minuti è primavera è un singolo della cantante italiana Annalisa, pubblicato il 15 giugno 2012 come secondo estratto dal secondo album in studio Mentre tutto cambia.

## Descrizione
Il brano è stato scritto da Roberto Kunstler, composto da Dardust e prodotto da Dado Parisini. In merito al significato del testo, Annalisa ha spiegato:

## Video musicale
Il video, diretto da Gaetano Morbioli, reso disponibile in anteprima dal 3 luglio sul sito TGcom è stato pubblicato ufficialmente il 5 luglio sulla pagina YouTube ufficiale della Warner Music Italy.
Il video è stato girato tra Verona e il Lago di Garda a Lazise ed è ambientato negli anni Cinquanta o Sessanta. La cantante viene corteggiata da ragazzi che le propongono di viaggiare su svariati mezzi e finirà per accettare di pilotare un piccolo aereo.

## Tracce
Testi di Roberto Kunstler, musiche di Dario Faini; edizioni musicali Universal Music Publishin.
1. Tra due minuti è primavera – 3:32